# Kreisgericht Neidenburg
Das Kreisgericht Neidenburg war ein preußisches Kreisgericht in der damaligen Provinz Preußen mit Sitz in der Stadt Neidenburg.

## Geschichte
Im Bezirk des Kreisgerichts Neidenburg bestanden bis 1849 das königliche Land- und Stadtgericht Neidenburg sowie viele Patrimonialgerichte.
1849 wurden in Preußen einheitlich Kreisgerichte geschaffen. Hierbei wurde die Patrimonialgerichtsbarkeit abgeschafft und die Patrimonialgerichte wurden aufgehoben. Auch die eingangs genannten Gerichte wurden aufgehoben und es entstand das Königliche Kreisgericht Neidenburg im Sprengel des Ostpreußischen Tribunals zu Königsberg. Es war für den Landkreis Neidenburg zuständig.
Schwurgerichtssachen wurden beim Kreisgericht Ortelsburg behandelt. Am Gericht waren 1870 ein Direktor und neun Kreisrichter eingesetzt. 1870 betrug die Zahl der Gerichtseingesessenen 50.340. Gerichtstage wurde in Jedwabno gehalten.
Im Rahmen der Reichsjustizgesetze wurde das Gerichtswesen in Deutschland 1879 vereinheitlicht. Damit wurde das Kreisgericht Neidenburg aufgehoben und das königlich preußische Amtsgericht Neidenburg mit Wirkung zum 1. Oktober 1879 als eines von zehn Amtsgerichten im Bezirk des Landgerichtes Allenstein als Nachfolger gebildet.